# Кутці
Ку́тці — село в Україні, у Рогатинській міській громаді Івано-Франківського району Івано-Франківської області.

## Історія
У 1939 році в селі проживало 350 мешканців (320 українців, 20 поляків, 5 латинників і 5 євреїв).
12 червня 2020 року, відповідно до Розпорядження Кабінету Міністрів України  № 714-р «Про визначення адміністративних центрів та затвердження територій територіальних громад Івано-Франківської області», увійшло до складу Рогатинської міської громади.
19 липня 2020 року, в результаті адміністративно-територіальної реформи та ліквідації Рогатинського району, село увійшло до складу новоутвореного Івано-Франківського району.